# متاؤس الثالث (بابا الإسكندرية)
متاؤس الثالث، بابا الإسكندرية وبطريرك الكرازة المرقسية للأقباط الأرثوذكس رقم 100، أصله من قرية البياضية التابعة لأسيوط. وأقام بطريركاً لمدة 14 سنة و6 أشهر و23 يوماً، في الفترة من 8 سبتمبر 1631 م حتى 31 مارس 1646 م، وتوفي. وخلا الكرسي بعده 19 يوماً.